# Karo
Karo (fr. carreau – kwadracik, poduszka, czworokąt) – jeden z czterech kolorów w kartach typu francuskiego, oznaczony czerwonym rombem .
Odpowiednikiem kar w talii niemieckiej i szwajcarskiej są dzwonki, zaś w talii włosko-hiszpańskiej monety.
Pełna talia kart do gry w brydża zawiera 13 kart tego koloru, czyli karty numerowane 2–10, waleta, damę, króla i asa:

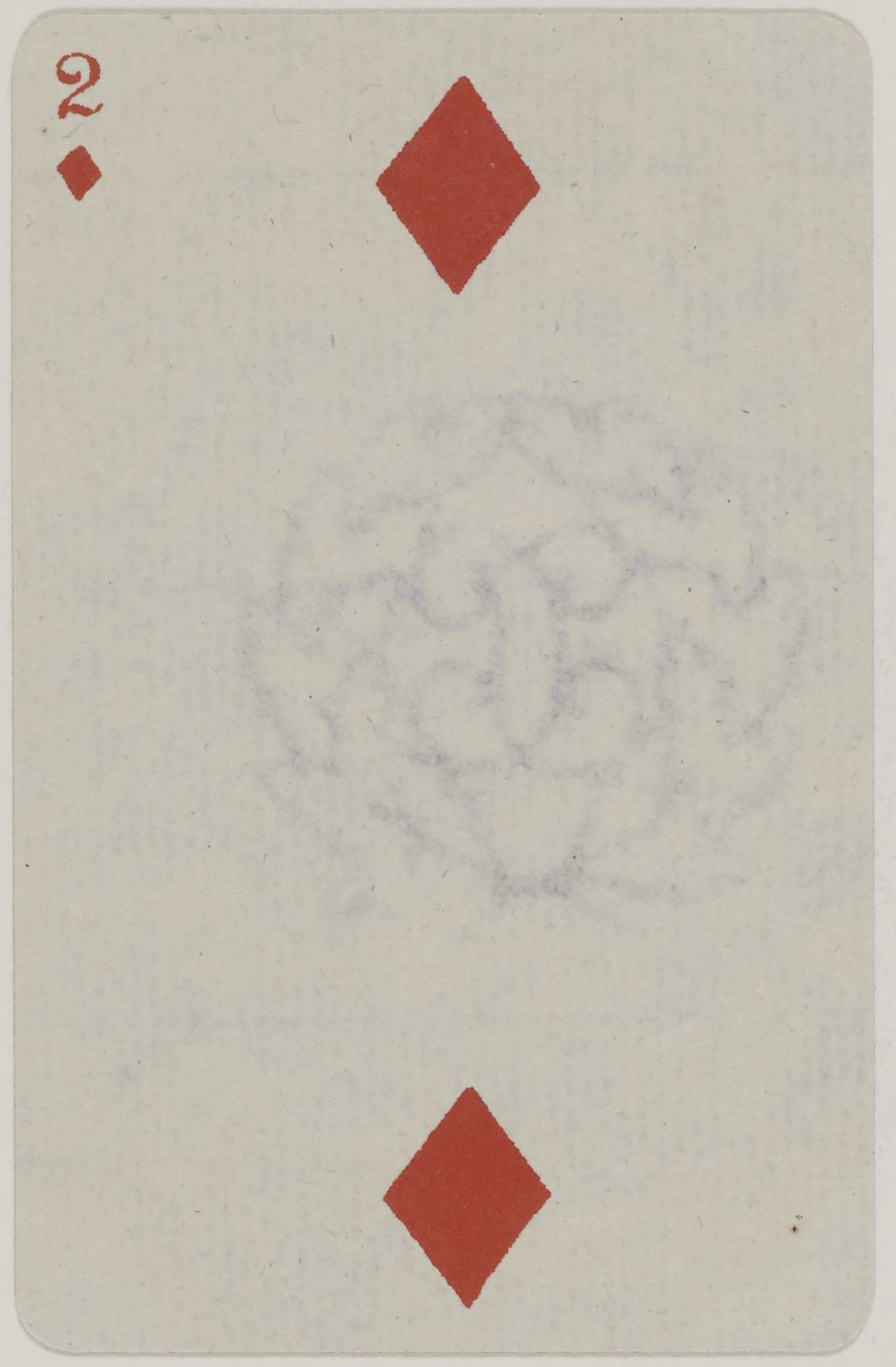
Dwójka karo
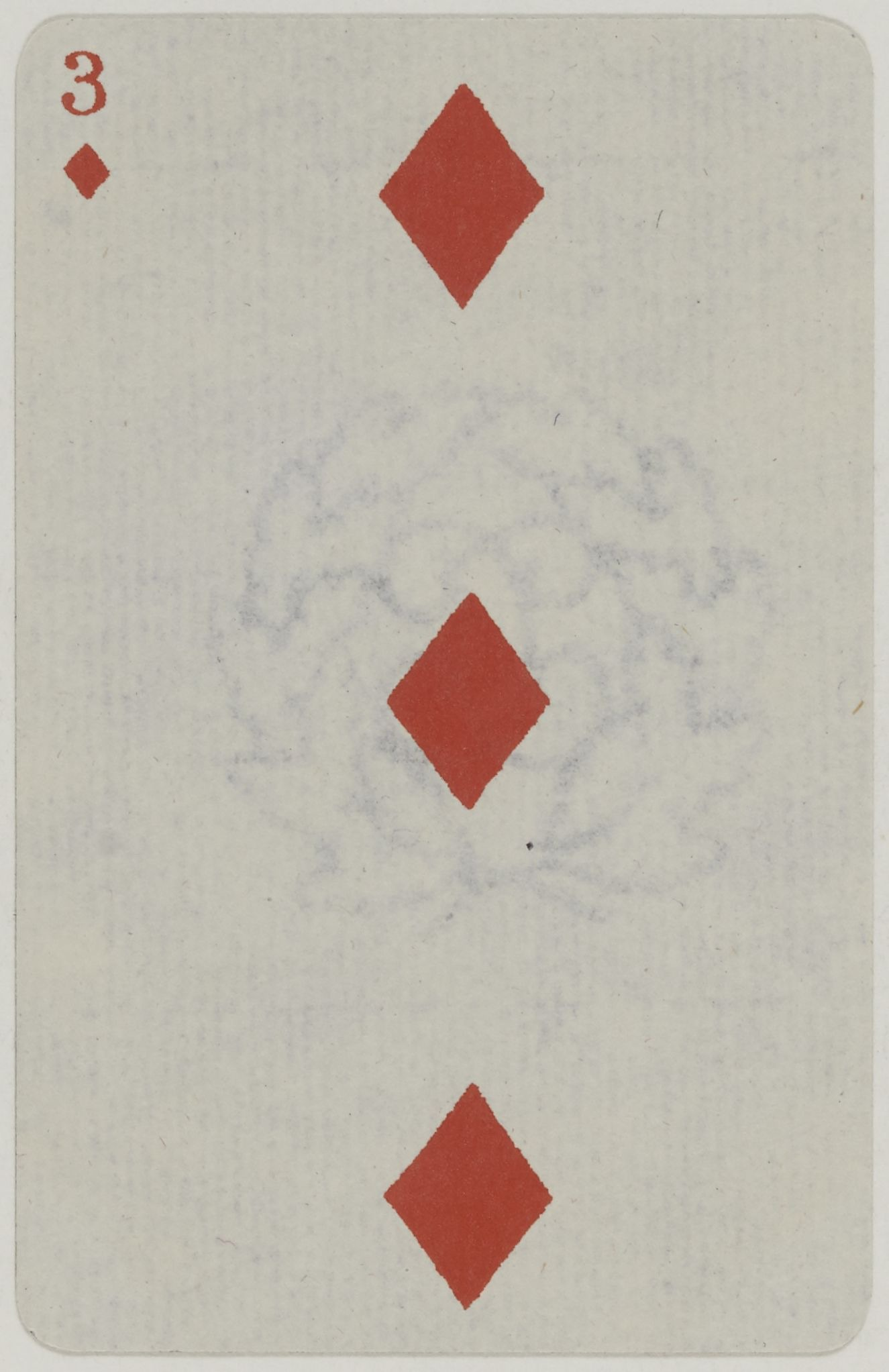
Trójka karo
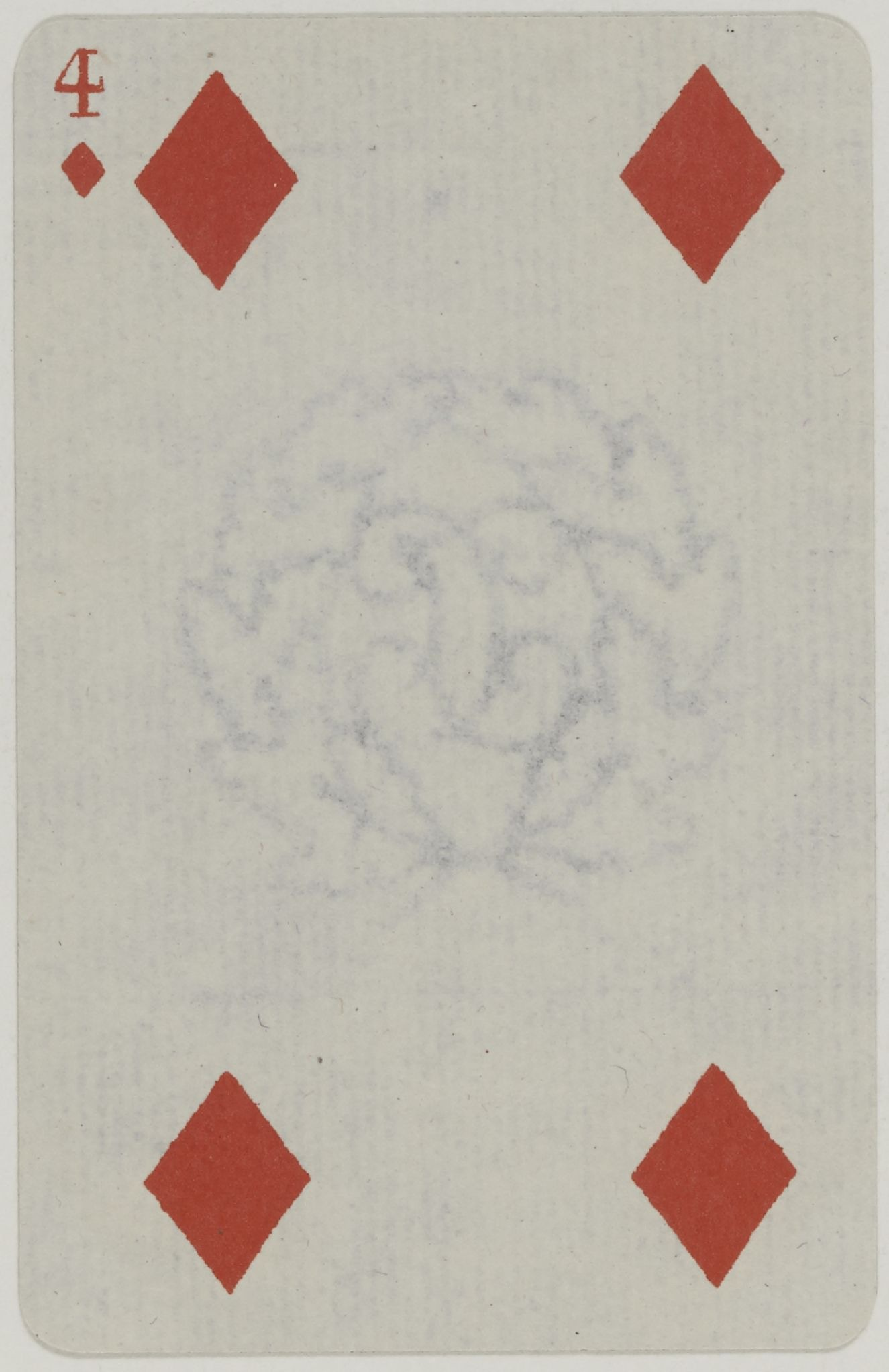
Czwórka karo
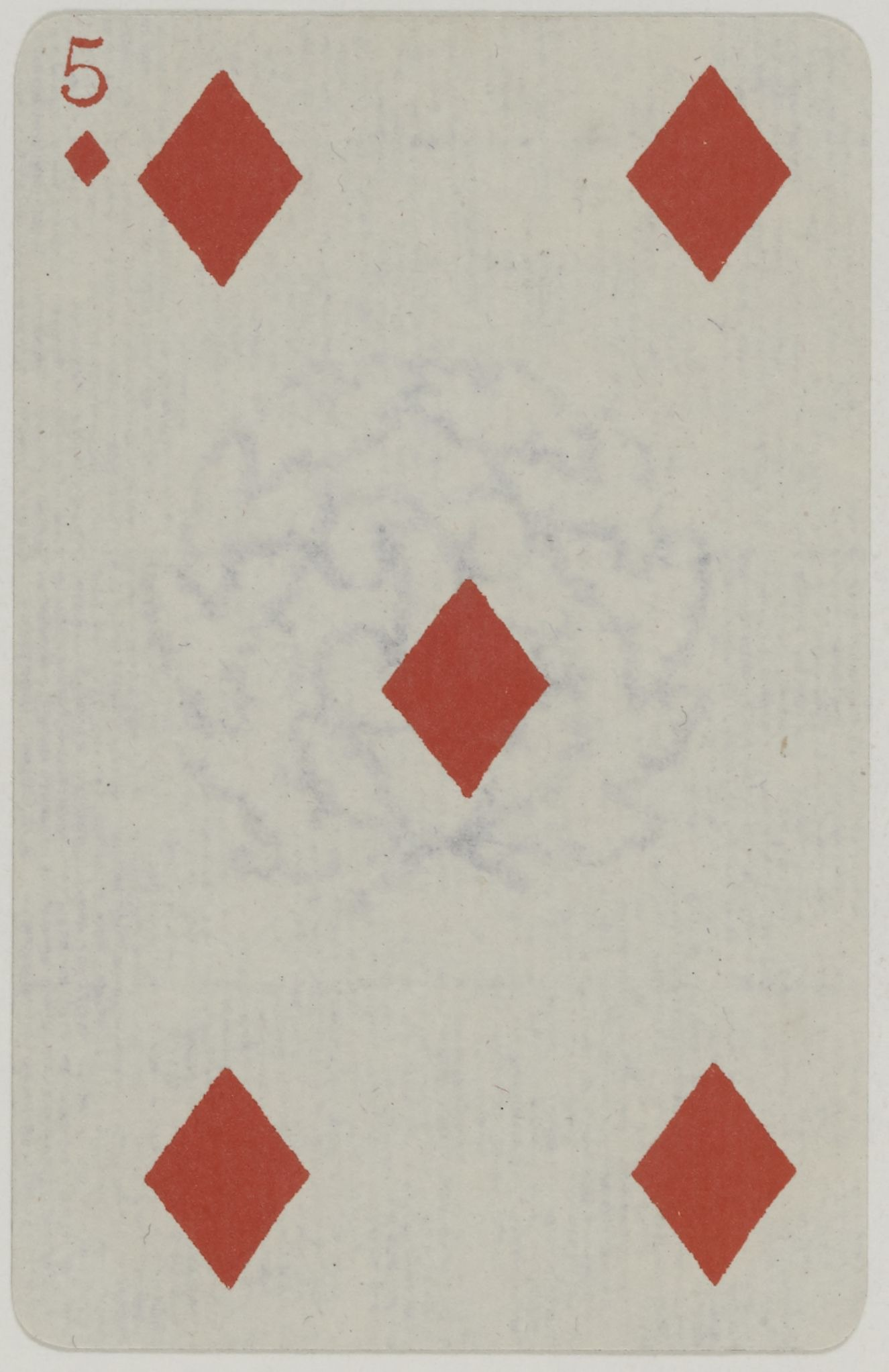
Piątka karo
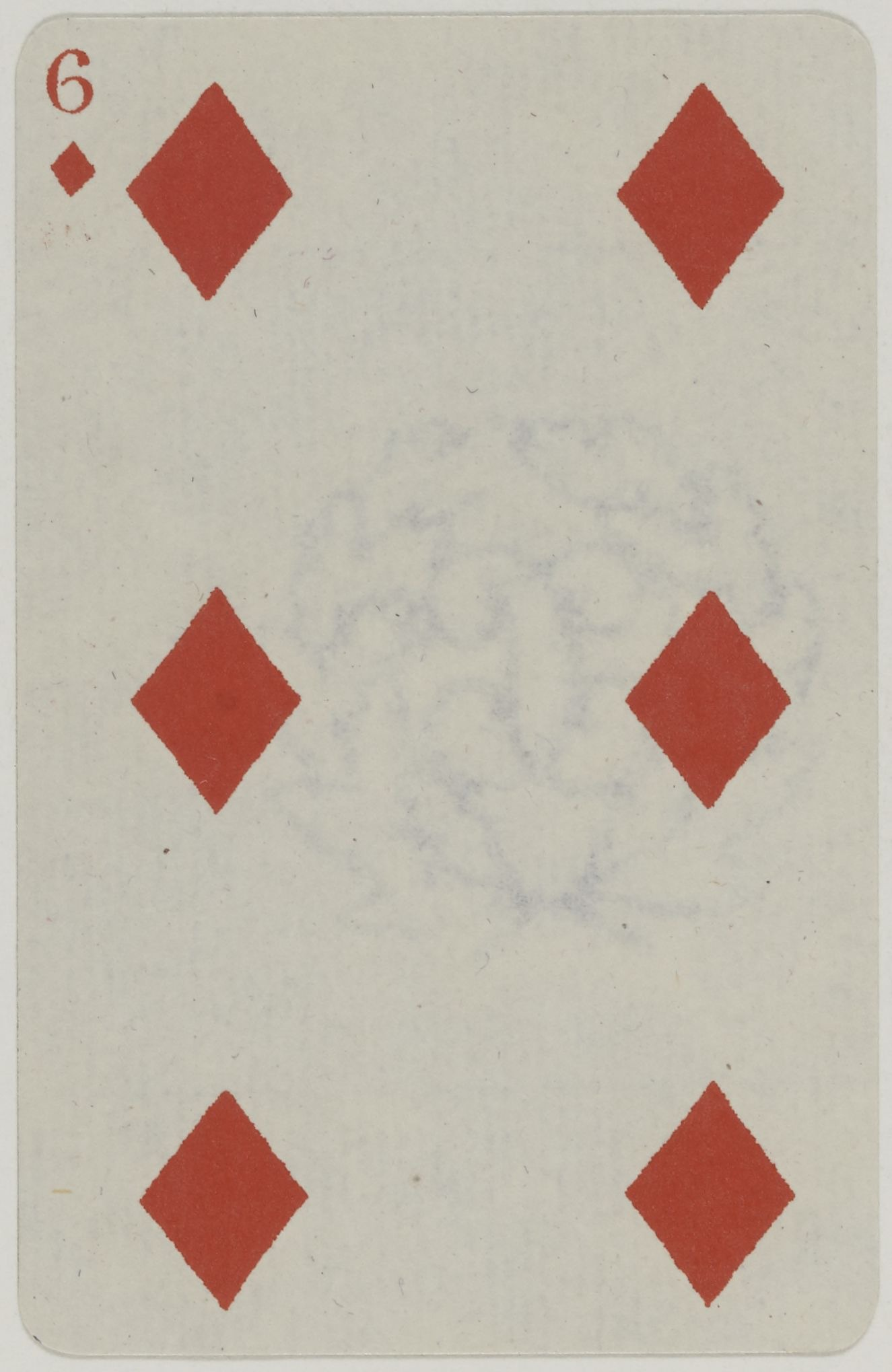
Szóstka karo
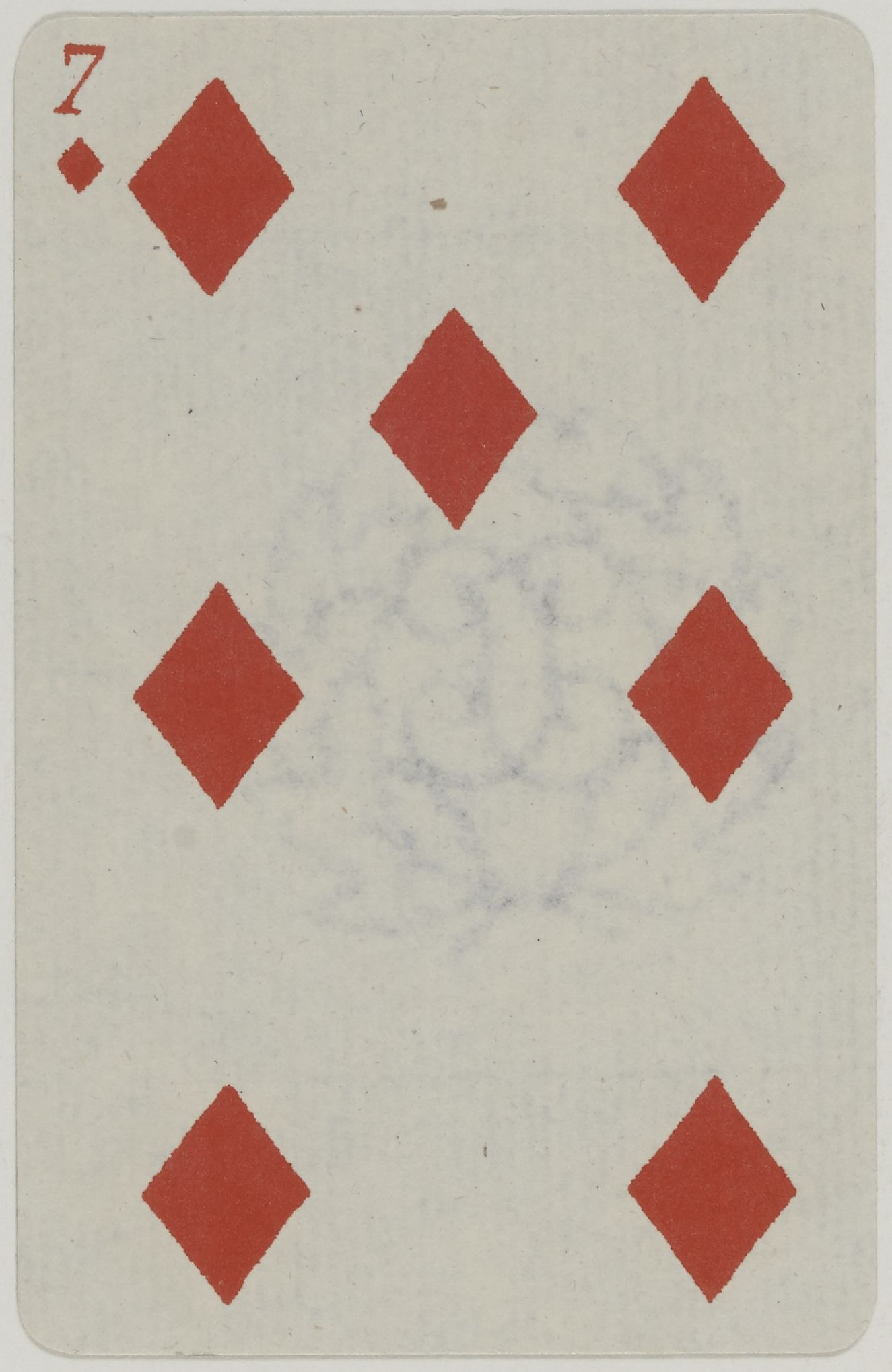
Siódemka karo
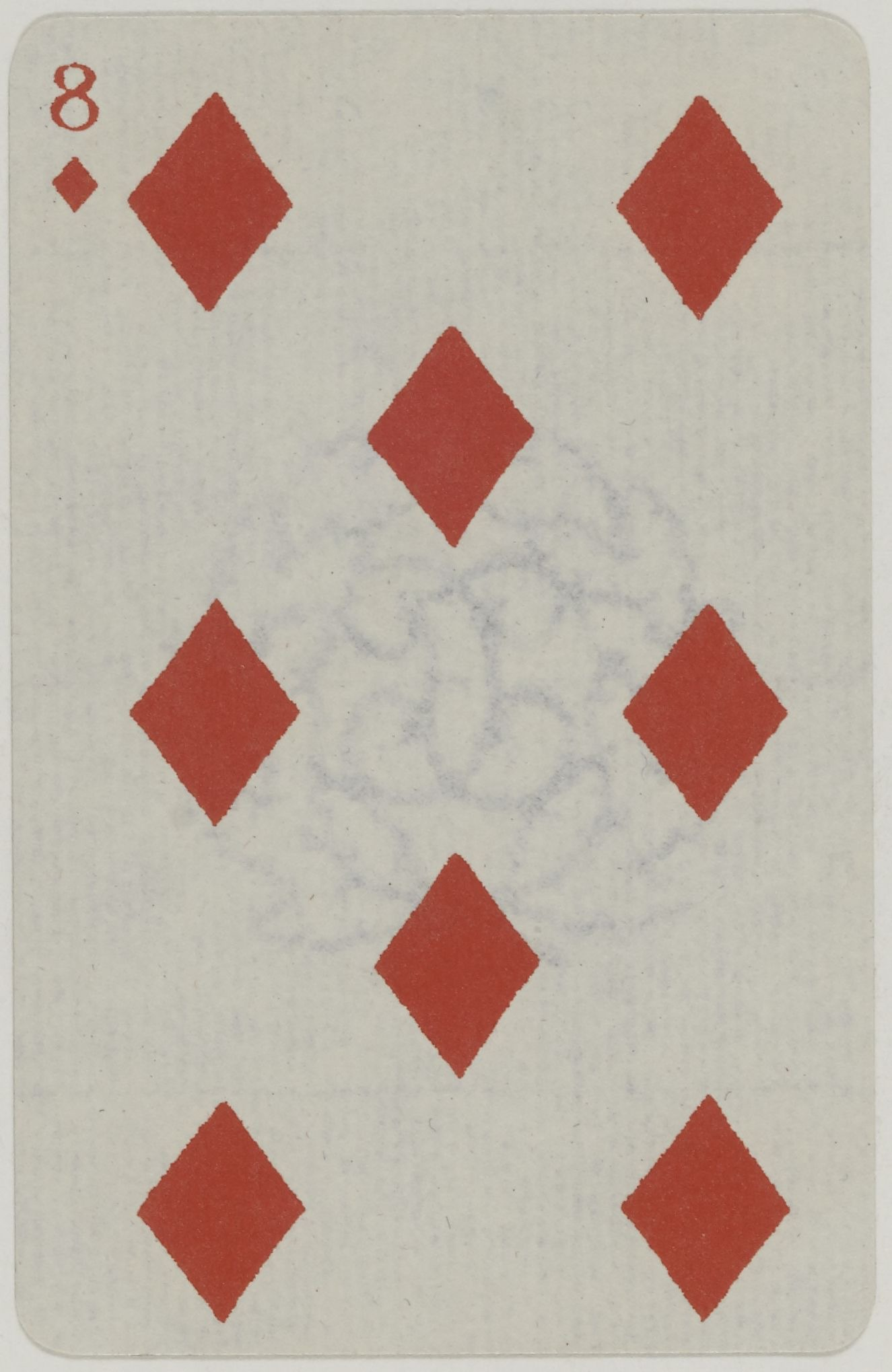
Ósemka karo
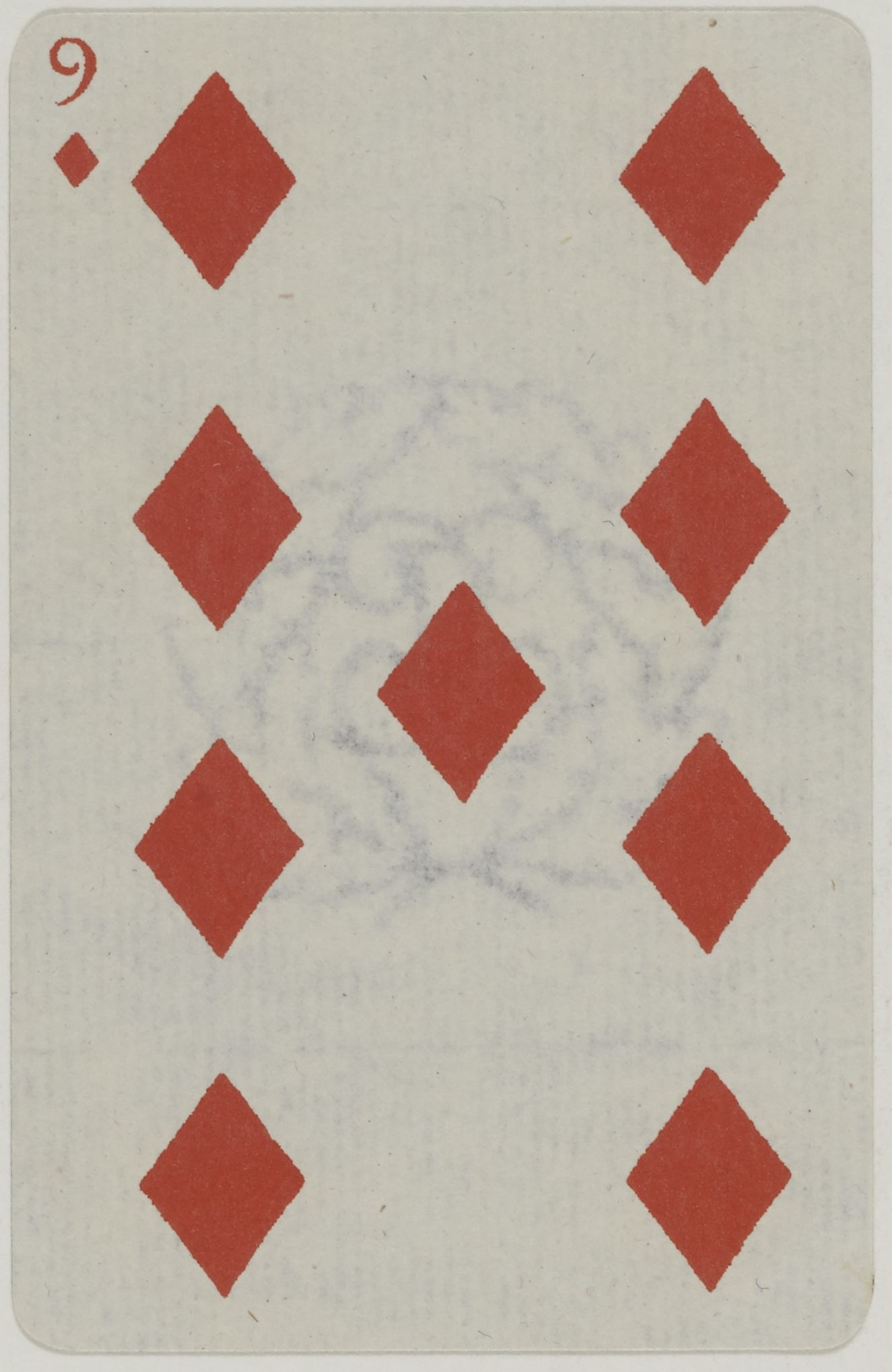
Dziewiątka karo
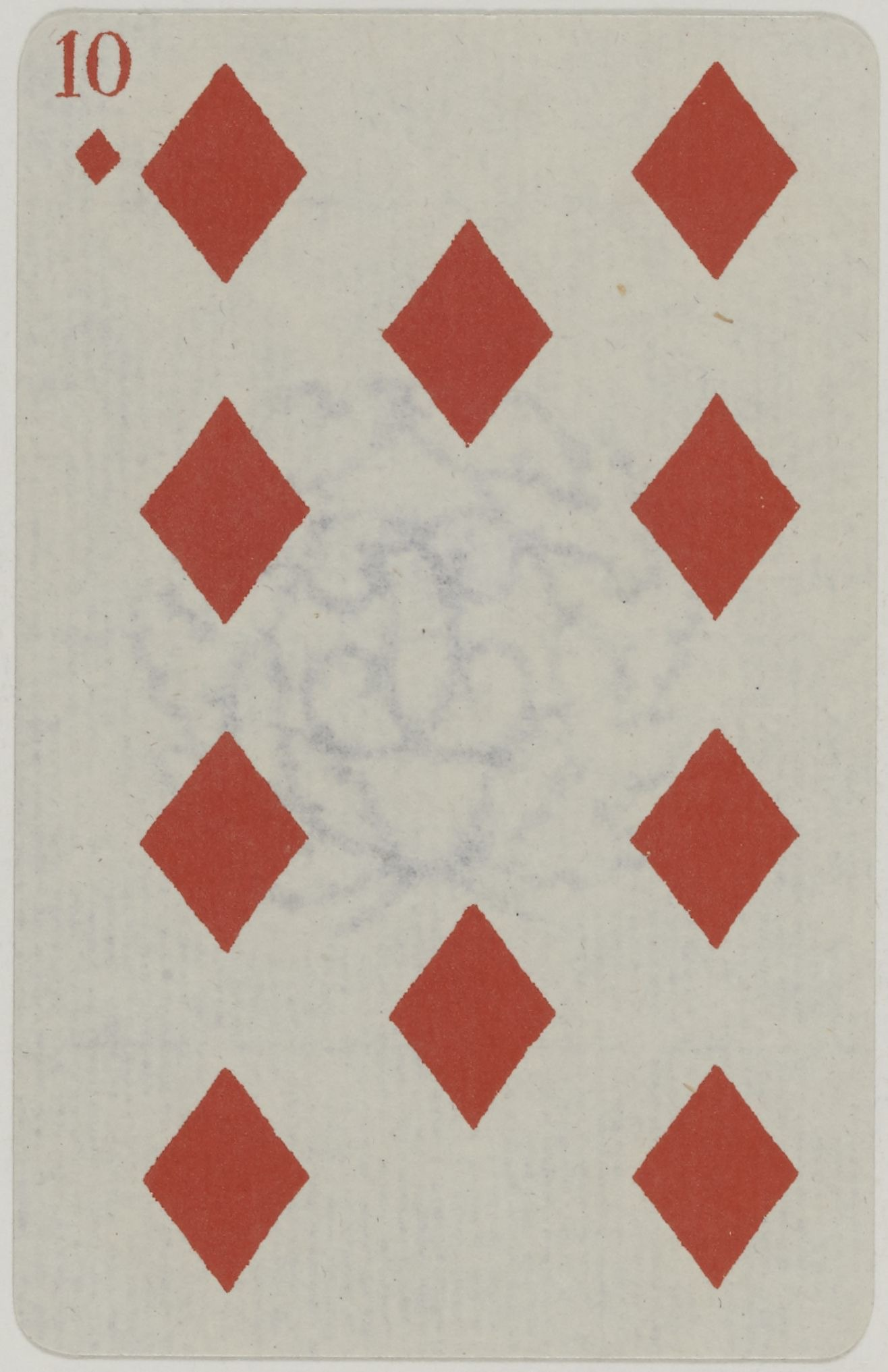
Dziesiątka karo
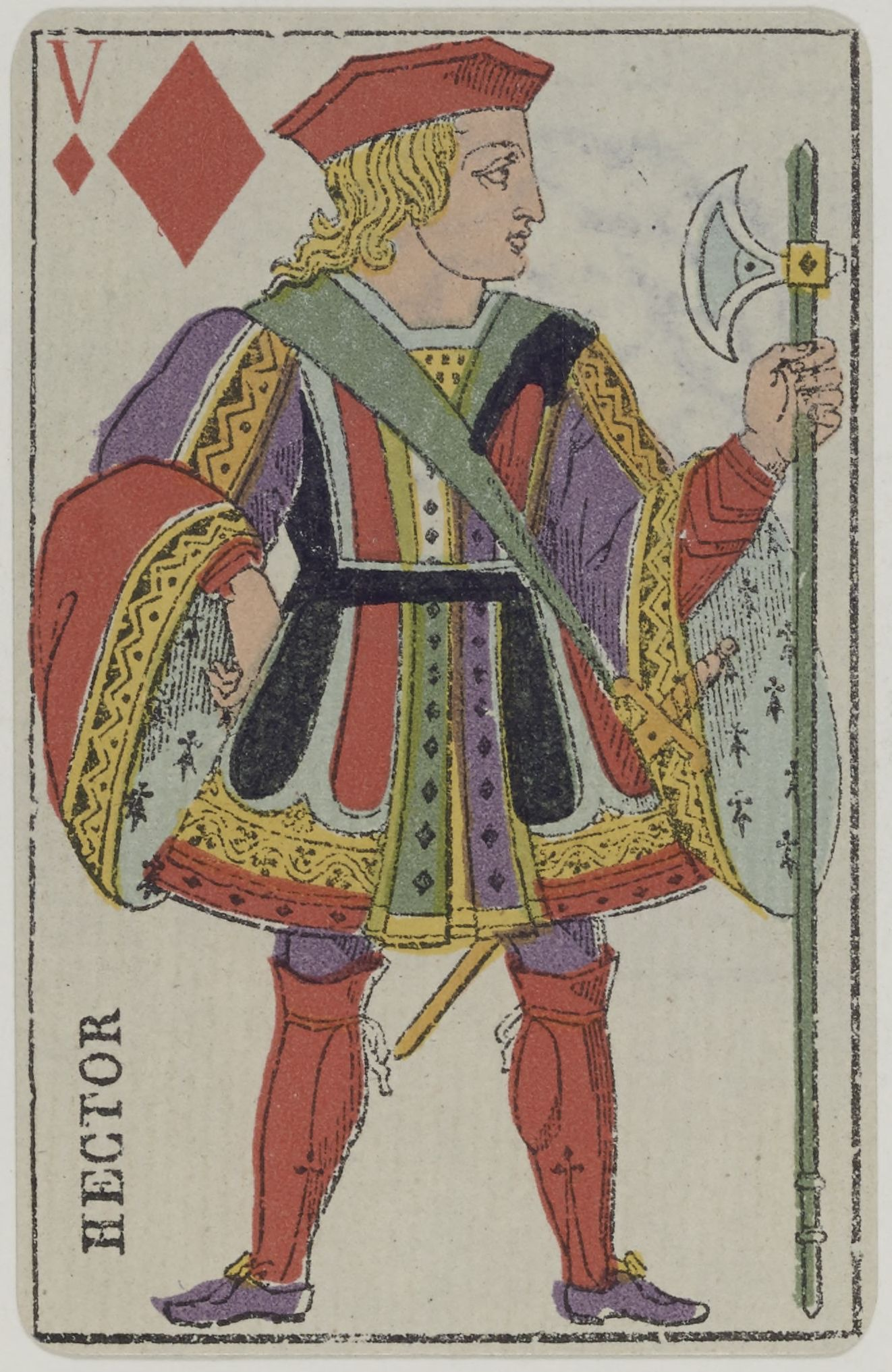
Walet karo
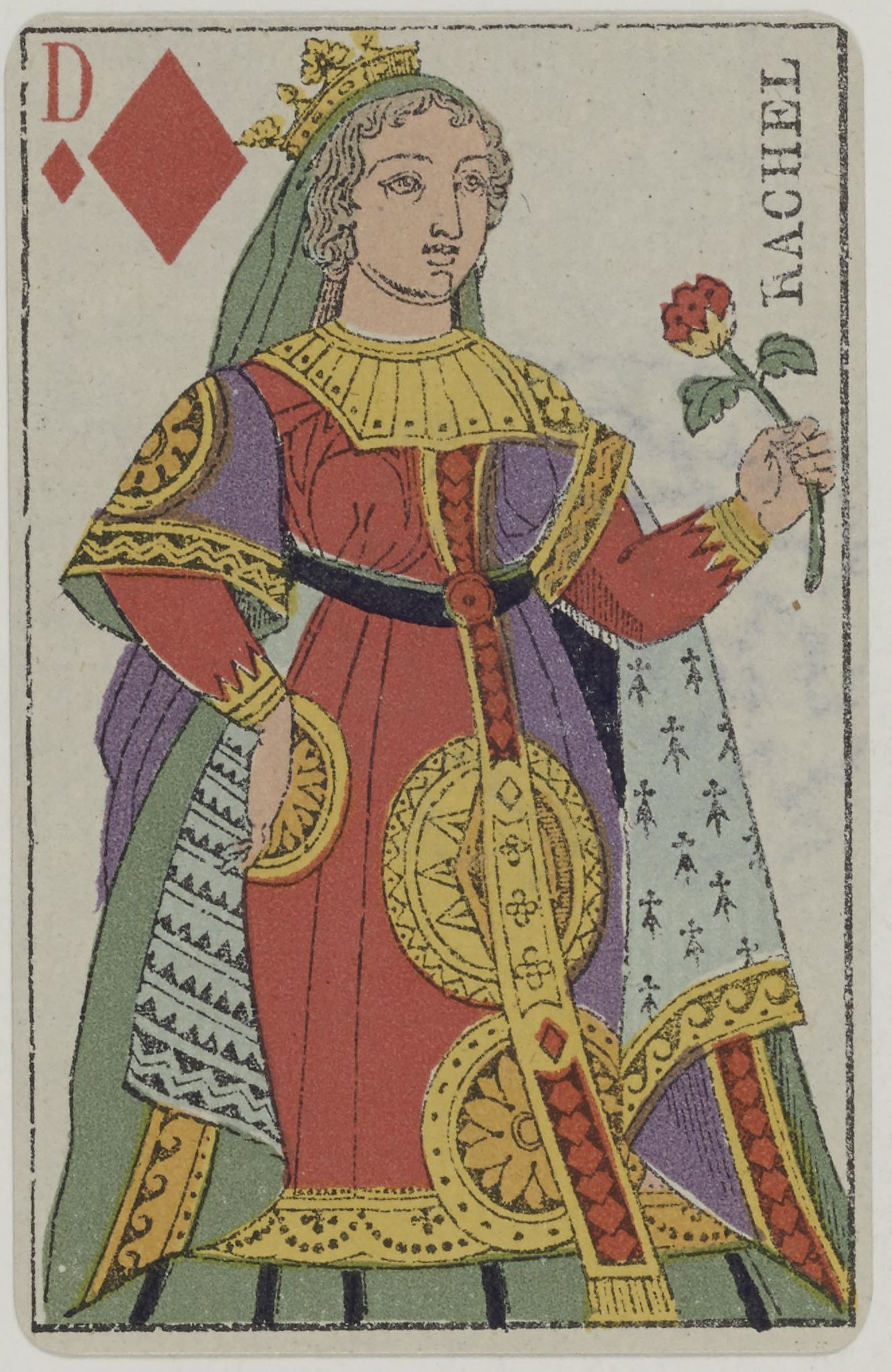
Dama karo
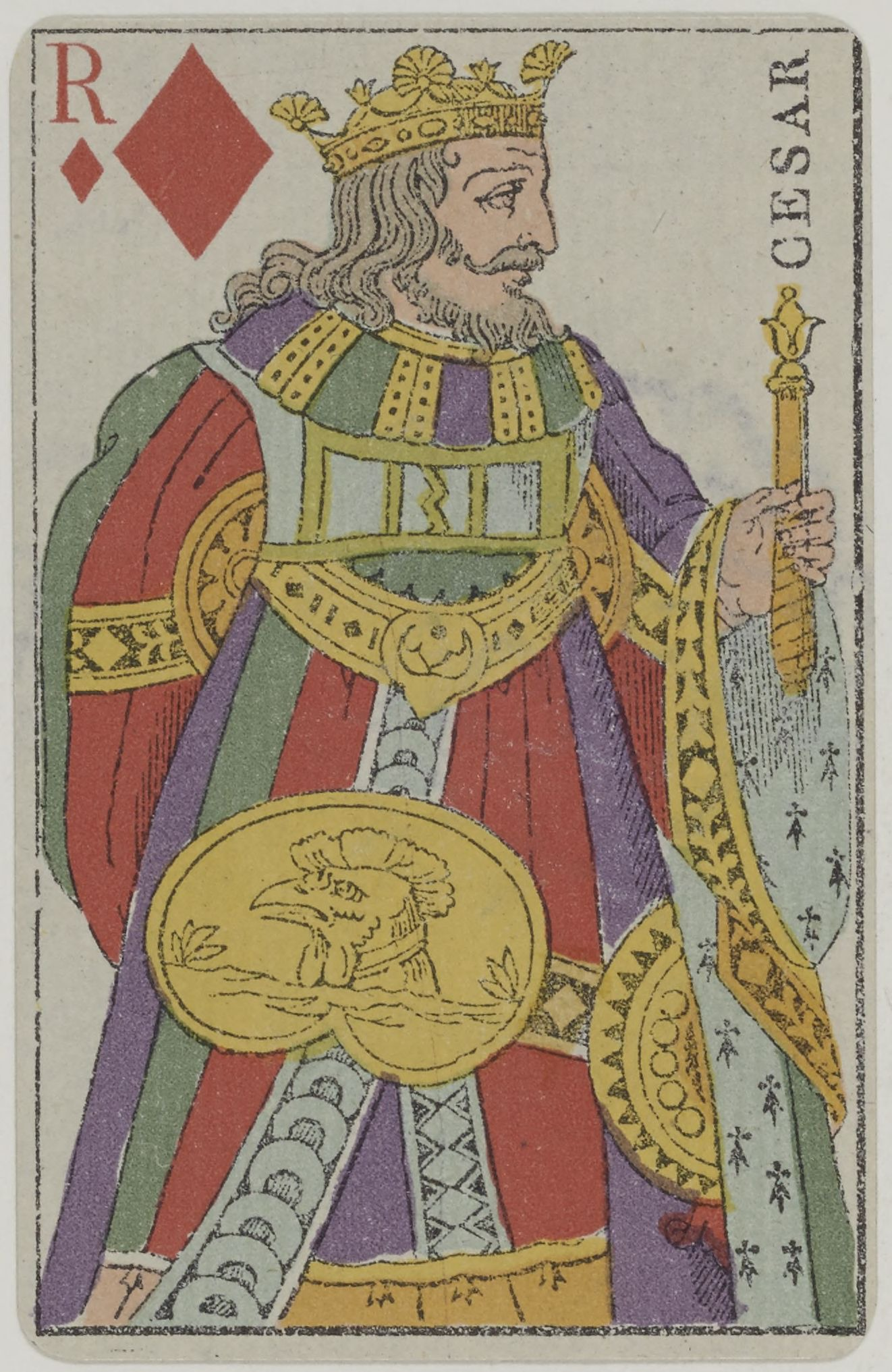
Król karo
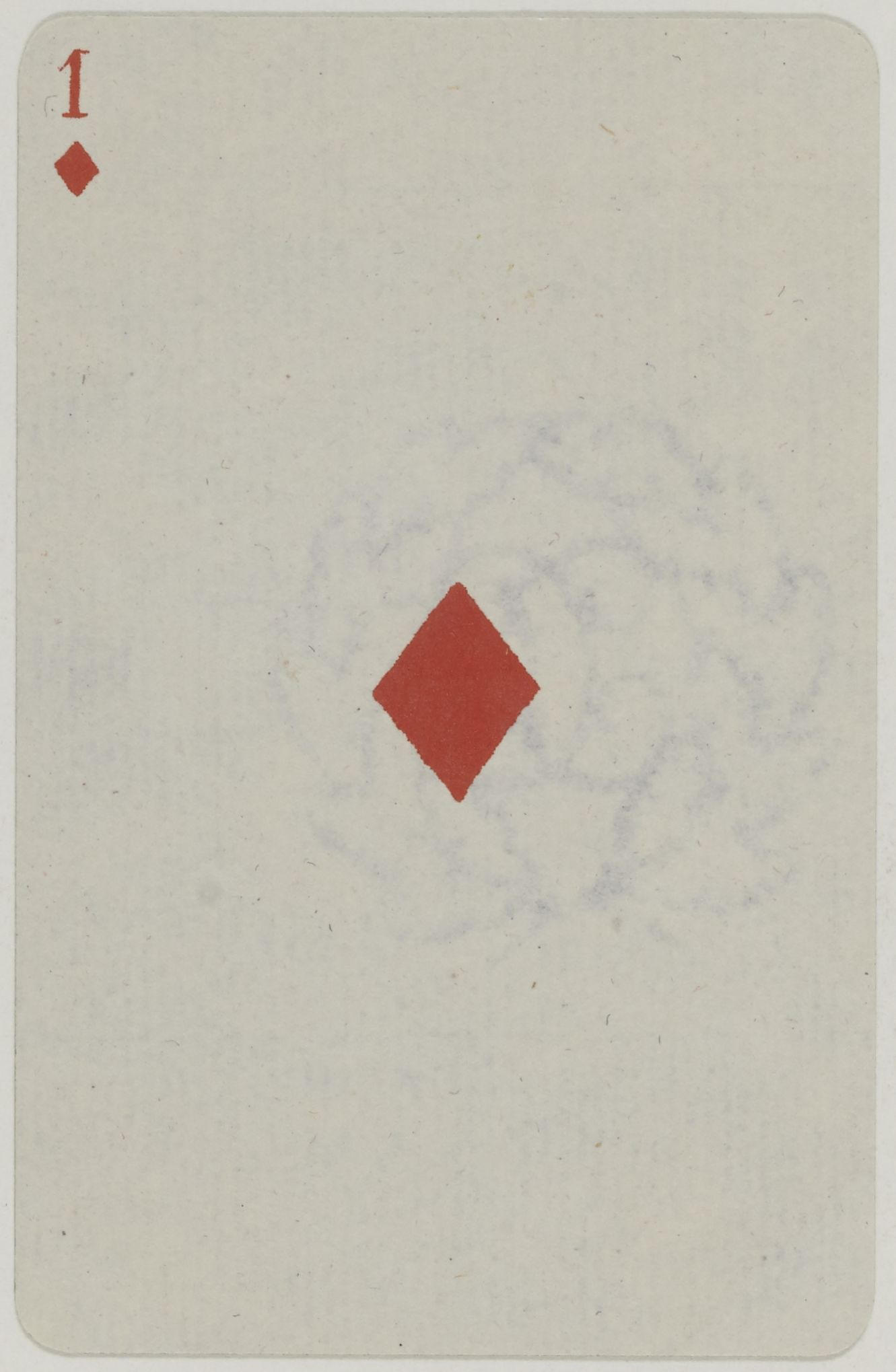
As karo

Pełna talia kart do gry w taroka zawiera 14 kart tego koloru, czyli dziesięć blotek (znaczone od 1 do 10) oraz cztery figury:

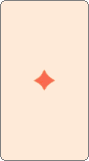
Jedynka karo
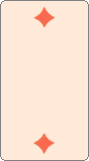
Dwójka karo
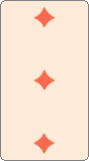
Trójka karo
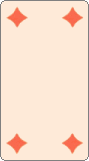
Czwórka karo
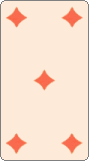
Piątka karo
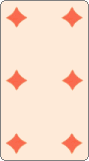
Szóstka karo
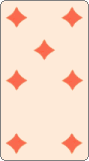
Siódemka karo
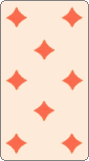
Ósemka karo
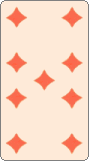
Dziewiątka karo
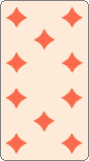
Dziesiątka karo
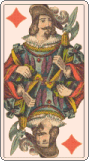
Walet karo
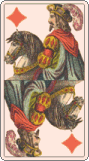
Jeździec karo
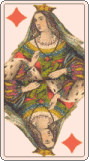
Dama karo
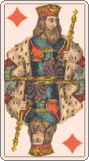
Król karo

W Polsce kara nazywane są także dzwonkami, szalkami, poduszkami lub szelami (z niem.  Schellen, szczególnie na Śląsku). W języku angielskim kara nazywają się diamonds, symbol D (stosowany w zapisie brydżowym).
W oficjalnych turniejowych taliach kart do gry w skata kara są koloru żółtego lub pomarańczowego . Jest to spowodowane turniejową unifikacją dwóch rodzajów talii – typu francuskiego i polskiego, gdyż odpowiednik kar w tym drugim typie – dzwonek – jest oznaczany kolorowym (głównie złotym) dzwonkiem.